# フィリップ・ホフマン
フィリップ・ホフマン（Philipp Hofmann 、1993年3月30日 - ）は、ドイツ・ノルトライン＝ヴェストファーレン州アルンスベルク出身のプロサッカー選手。VfLボーフム所属。ポジションはFW。

## クラブ経歴

### シャルケ
いくつかのクラブを経て、2009年にシャルケ04のアカデミーに入団。2011-12シーズンはリザーブチームで24試合に出場し、6ゴールを決めた。2011年12月14日、UEFAヨーロッパリーグのマッカビ・ハイファFC戦でトップチームデビュー。しかし、シャルケのトップチームでプレーしたのはこれが最初で最後になった。
2012–13シーズンは2.ブンデスリーガのSCパーダーボルン07に、2013-14シーズンはFCインゴルシュタット04にレンタル移籍した。

### カイザースラウテルン
2014年6月5日、2.ブンデスリーガの1.FCカイザースラウテルンに完全移籍。

### ブレントフォード
2015年7月23日、EFLチャンピオンシップのブレントフォードFCと3年契約を結んだ。

### グロイター・フュルト
2017年6月13日、母国ドイツに帰国し、SpVggグロイター・フュルトと3年契約を結んだ.。

### ブラウンシュヴァイク
2018年1月23日、アイントラハト・ブラウンシュヴァイクに移籍。

### カールスルーエ
2019年6月11日、カールスルーエSCと2年契約を結んだ。2019-20シーズンは36試合で19ゴールを決める活躍を披露し、チームの2.ブンデスリーガ残留に貢献した。

### ボーフム
2022年5月4日、VfLボーフムと2年契約を結んだ。

## 代表歴
各年代でドイツ代表に選出されている。2015年にはU-21代表の一員として、チェコで開催されたUEFA U-21欧州選手権2015に参加した。